# Gesetz zum Schutz des olympischen Emblems und der olympischen Bezeichnungen
Das Gesetz zum Schutz des olympischen Emblems und der olympischen Bezeichnungen, abgekürzt Olympiaschutzgesetz (OlympSchG) genannt, wurde nach fünfmonatiger Beratung am 23. Januar 2004 vom Deutschen Bundestag verabschiedet und trat nach der Zustimmung des Bundesrates (13. Februar 2004) zum 1. Juli 2004 in Kraft. Die Verordnungsermächtigung der Landesregierungen nach § 9 Abs. 2 OlympSchG trat bereits am 7. April 2004 in Kraft.
Gegenstand des so genannten Olympiaschutzgesetzes ist „der Schutz des olympischen Emblems und der olympischen Bezeichnungen“ in der Bundesrepublik Deutschland.
Das OlympSchG ist Teil des Privatrechts, genauer des Markenrechts. Es wurde erlassen, um die sonst nicht als Marke schutzfähigen olympischen Bezeichnungen und das olympische Emblem im geschäftlichen Verkehr unter die alleinige Verfügungsgewalt des IOC (bzw. des NOK) zu stellen. Ziel war es, die Voraussetzungen für Olympische Spiele in Deutschland zu schaffen, da das IOC nur noch Länder berücksichtigt, die dem IOC die exklusiven Rechte für diese Marken einräumen.

## Rechtlicher Hintergrund
Da Olympia Bestandteil zahlreicher bestehender Marken ist (98 Stück – Stand 4. Januar 2007), hätten einer Markeneintragung absolute Schutzhindernisse entgegengestanden (§ 8 Abs. 2 MarkenG).

## Kritik
Kritiker bezeichnen das OlympSchG als verfassungswidrig, weil es sich um ein Einzelfallgesetz handele, das gegen das Rechtsstaatsprinzip verstoße.
Außerdem würden einseitig die kommerziellen Interessen des Internationalen Olympischen Komitees bzw. des Nationalen Olympischen Komitees bevorzugt.
In einem Urteil vom 22. November 2005 äußerte das Landgericht Darmstadt Bedenken hinsichtlich der Verfassungsmäßigkeit des Olympiaschutzgesetzes (Aktenzeichen 14 O 744/04).
Anstatt das Gesetz im Wege der sogenannten "Konkreten Normenkontrolle" dem Bundesverfassungsgericht zur Überprüfung vorzulegen, entschied sich das Gericht aber lediglich für eine einschränkende verfassungskonforme Auslegung.
Die Entscheidung ist mittlerweile rechtskräftig, allerdings über den konkreten Rechtsstreit hinaus für andere Gerichte nicht verbindlich.
Einer Petition gegen das OlympSchG beim Petitionsausschuss des Deutschen Bundestages wurde nicht entsprochen.
In einem weiteren Urteil vom 21. Juni 2012 hatte das Landgericht Kiel auf eine vom DOSB eingereichte Klage entschieden, dass die Werbung mit „Olympischen Preisen“ und einem „Olympia-Rabatt“ nicht gegen § 3 des OlympSchG verstößt.
Nach Auffassung des Gerichts können die olympischen Bezeichnungen nicht per se gegen jede werbliche Verwendung geschützt werden.
In Verbindung mit den Worten Rabatt und Preise vermittle die Bezugnahme auf die olympischen Bezeichnungen nur, dass es sich um sehr gute Angebote handele und aufgrund welchen aktuellen Anlasses diese Reduzierungen angeboten werden (Aktenzeichen 15 O 158/11).
Das Oberlandesgericht Schleswig hat die Entscheidung des Landgericht Kiel mit Urteil vom 26. Juni 2013 (Aktenzeichen 6 U 31/12) aufgehoben und die Revision zum Bundesgerichtshof zugelassen.
Der Bundesgerichtshof hat das Urteil des Oberlandesgericht Schleswig mit Urteil vom 15. Mai 2014 (Aktenzeichen I ZR 131/13) aufgehoben und den Rechtsstreit zur neuen Verhandlung und Entscheidung an das Oberlandesgericht Schleswig zurückverwiesen. Das Urteil des Oberlandesgericht Schleswig vom 15. Mai 2014 ist mittlerweile rechtskräftig, da der DOSB seine Klage zurückgenommen hat.
Nach Presseinformationen wollte DOSB-Generaldirektor Michael Vesper Anfang 2010 gegen das Emblem der Radkampagne in Nürnberg Nürnberg steigt auf vorgehen, weil dort 3 Fahrräder abgebildet sind, deren stilisierte 6 Räder mit 3 Köpfen darüber mit den olympischen Ringen verwechselt werden könnten.